# Philibert du Croc
Philibert du Croc, né vers 1515 et mort en 1587, est un diplomate français de la Renaissance.
Issu d'une famille noble d'Auvergne, il est un homme de Cour et diplomate associé de près aux intérêts de la maison de Guise. Il occupe les fonctions d'ambassadeur de France en Écosse en 1566-1567 et en 1572.

## Biographie

### Origines et formation
Philibert du Croc tient son nom du fief du Croc, actuellement le Cros, seigneurie à côté de la ville de Thiers en Auvergne. Il est le fils aîné de Gilbert du Croc, qui s'est illustré dans les armées royales, notamment lors de la campagne de Naples de 1528, où il mourut. Sa mère est Philippe de Sailhans, d’une illustre et ancienne maison d’Auvergne.
La date de naissance de Philibert n'est pas connue exactement, mais elle est située aux environs de 1515. Il aurait commencé l’exercice des armes dès 1527 et serait entré à la Cour du roi vers 1540-1542. Il épouse en 1542 Renée de Malvoisin.

### Homme de Cour et diplomate

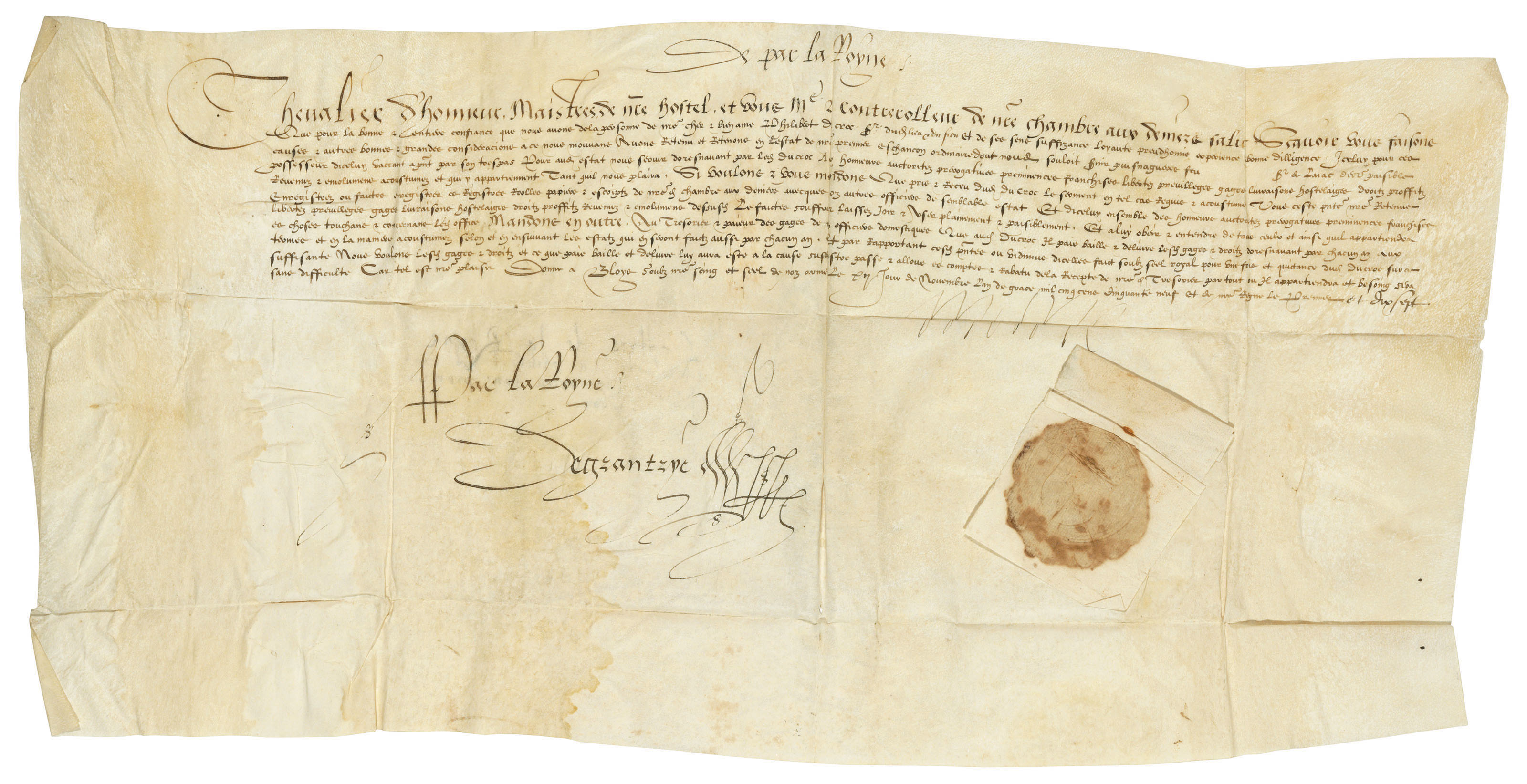
Document signé par Marie Stuart accordant la dignité de premier échanson à Philibert du Croc. Ecrit en français à Blois et daté du 12 novembre 1559.

Le 25 juillet 1544, Philibert du Croc est nommé échanson du Dauphin, duc de Bretagne, qui deviendra roi de France sous le nom d' Henri II en 1547. Il effectue pendant cette période de nombreux voyages en tant qu’envoyé du roi, notamment en Angleterre, au Piémont, en Écosse, en Flandres, à Calais et à Boulogne. En 1558, il est invité par François de Lorraine à participer aux conférences de Cercamp qui devaient aboutir aux traités du Cateau-Cambrésis. En 1559, après la mort du roi Henri II, remplacé sur le trône par son fils, François II, du Croc est chargé de porter à Edimbourg des lettres du roi et de Marie Stuart, son épouse, à la Régente d'Écosse, Marie de Lorraine-Guise, mère de la jeune reine, pour lui annoncer l’arrivée de troupes françaises envoyées à son secours contre les protestants insurgés.
Puis, le 12 novembre 1559, Philibert est nommé échanson de la reine de France, Marie Stuart. Il sert la reine jusqu'à ce qu'elle retourne en Écosse en août 1561, après le décès de son époux François II, auquel succède son jeune frère Charles IX sous la régence de sa mère, Catherine de Médicis. Du Croc continue alors ses diverses missions diplomatiques pour la couronne de France. Il est envoyé en Écosse en février 1563 par la reine-mère pour annoncer à Marie Stuart l’assassinat de son oncle, le duc François de Guise. Il est encore en Écosse en mai 1563, lors des discussions sans succès avec Marie Stuart sur un projet de mariage avec l’archiduc Charles II d'Autriche, fils de l’empereur Ferdinand Ier.

### Ambassade en Écosse: 1565-1567
Du Croc était désormais maître d’hôtel et conseiller ordinaire du roi, lorsqu’en 1565 il reçut le titre d’ambassadeur auprès de Marie Stuart. Il rendit compte à Paris des évènements graves d’Écosse, autour de l’assassinat de David Riccio, secrétaire de la reine, le 5 mars 1566, avec la complicité de Lord Darnley, le roi-consort. Après la naissance le 19 juin 1566 du futur Jacques VI, fils de Marie Stuart et de Lord Darnley, Du Croc œuvra sans succès pour la réconciliation des époux royaux. Le 17 décembre 1566, il participa à Stirling au baptême de l’enfant royal, qu’il porta de sa chambre à la chapelle en compagnie du comte de Brienne, que le roi Charles IX avait envoyé pour le représenter comme parrain. Du Croc, quant à lui, était le représentant d'Emmanuel-Philibert, Duc de Savoie. Il décrivit les évènements du jour dans une lettre à l’Archevêque de Glasgow. Lord Darnley était au château, mais ne quitta pas ses appartements. Il demanda à rencontrer Du Croc à trois reprises le jour même du baptême, mais celui-ci refusa.
C’est encore Philibert du Croc qui annonça au roi de France l’assassinat le 10 février 1567 de Lord Darnley et suivit en tant qu’ambassadeur de France les évènements déplorables qui se succédèrent cette même année: le mariage de Marie Stuart avec Lord Bothwell, la crise politique entre la reine et les seigneurs écossais qui se transforma en hostilités ouvertement déclarées, et enfin la reddition de la reine aux seigneurs rebelles qui l’emprisonnèrent. Du Croc tenta jusqu'au bout de jouer les conciliateurs et sollicita aussi vainement l’autorisation de rendre visite à la reine prisonnière. Il quitta l’Écosse début juillet 1567, jugeant sa présence désormais inutile.

### Missions royales: 1567-1572
Revenu en France, Philibert du Croc continua à servir la couronne pendant cette période troublée des guerres de religion. Le roi lui prescrit en octobre 1568 de retourner en Auvergne pour aider au maintien de cette province dans la fidélité royale. Philibert eut sans doute d’innombrables missions de négociateur en relation avec les affaires protestantes. Parmi celles-ci, il se rendit début 1570 à La Rochelle, centre du parti protestant, afin d’y calmer les esprits des habitants après leur soumission. En août de cette même année, il est chargé de négocier pour Charles IX un emprunt auprès de notables parisiens. Fin 1571, au moment où Catherine de Médicis se rapproche pour quelques mois du parti protestant, il est envoyé auprès des ducs Henri de Guise et Claude d’Aumale et du marquis du Maine pour leur signifier qu’ils doivent s’abstenir de venir à la Cour en trop nombreuse compagnie.

### Ambassade en Écosse: 1572
Philibert du Croc fut décoré de l'ordre de Saint-Michel par le roi en 1572 et envoyé de nouveau comme ambassadeur en Écosse cette même année. Le roi de France lui donna pour instruction d’œuvrer à l’arrêt des combats et la réconciliation entre les deux partis opposés dans la guerre civile d’Écosse. Il avait aussi pour mission de rendre visite à Marie Stuart, qui était alors gardée prisonnière au château de Sheffield en Angleterre et de requérir auprès d'Élisabeth Ire sa libération et son départ vers la France. Du Croc, quitta la France fin février 1572 pour l’Écosse via l’Angleterre. Il plaida auprès de la reine Élisabeth et en compagnie de l’ambassadeur de France en Angleterre, Bertrand de Salignac de Lamothe Fénelon, la libération de Marie Stuart. La reine d’Angleterre n’était pas disposée à autoriser du Croc à voir Marie Stuart, ni à la renvoyer en France, d’autant moins qu’une lettre chiffrée avait été interceptée peu de temps auparavant par les agents d’Élisabeth. Dans cette lettre adressée au duc D’Albe, Marie Stuart demandait l’appui du roi d’Espagne.
Du Croc dut attendre en Angleterre jusqu’à mai 1572, après la signature du traité d’alliance entre la France et l’Angleterre le 19 avril, pour que la reine Élisabeth accepte de le laisser continuer son voyage vers l’Écosse pour sa mission de pacification.
Du Croc trouva en Écosse une situation particulière: le siège d'Édimbourg, où la ville et le château sont tenus par les seigneurs partisans de Marie Stuart, mais ils sont encerclés par les seigneurs partisans de la régence, soutenus par l’Angleterre. Il fut bien reçu par les 2 partis, mais ne put obtenir leur accord pour une suspension des hostilités. Ce n’est qu’après que la reine d’Angleterre et le roi de France aient conjointement demandé une trêve de 2 mois, qu’elle fut signée par les 2 partis en Écosse le 30 juillet 1572. Elle prévoyait de réunir au plus tôt les États du royaume pour traiter de la paix générale. Du Croc reçut aussi l’ordre formel du roi de France d’appliquer l’accord de trêve en faisant sortir d’Édimbourg les soldats français qui s’y trouvaient. La Cour de France était aveuglée par son rêve d’alliance et de mariage entre la reine d’Angleterre et le duc d'Anjou et ne réalisait pas que la trêve ruinait la cause de Marie Stuart en désarmant ses défenseurs et réduisait l’influence de la France en mettant les destinés de l'Écosse entre les mains du parti anglais.
Ensuite, à la nouvelle des graves évènements en France des massacres de la Saint-Barthélemy (24 août 1572), la reine d’Angleterre décida de tirer parti de la situation pour envoyer en Écosse Henry Killigrew le 7 septembre 1572 avec pour mission de promettre secrètement au parti de la régence les plus grands avantages si ces seigneurs la débarrassaient de Marie Stuart. Killigrew reçut aussi pour instruction de profiter de l’horreur qu’inspiraient les crimes de la Saint-Barthélemy pour animer les esprits des écossais contre la France. Du Croc ne semble pas avoir soupçonné la mission secrète de Killigrew, qui échoua en raison du refus du régent Mar.
Une autre manœuvre fut tentée à la même époque par Élisabeth qui échoua cette fois par l’influence de du Croc. La reine Élisabeth offrit au comte de Morton 300 000 ducats pour lui livrer le roi d’Écosse, Jacques VI, alors âgé de 6 ans, mais du Croc réussit à détourner Morton de cette proposition.
Marie Stuart fit parvenir à du Croc une lettre chiffrée où elle lui demandait d’appuyer sa cause auprès de la cour de France. Après avoir transmis cette lettre au roi de France, Du Croc reçu de lui l’instruction datée du 7 septembre de respecter tous les traités antérieurs avec les Écossais mais aussi celui dernièrement signé avec la reine d’Angleterre. La trêve fut prolongée de 2 mois et l’assemblée de la noblesse se préparait pour traiter de la paix. Du Croc crut sa mission accomplie et quitta l’Écosse début octobre 1572 pour retourner en France. L’accord de trêve entre les 2 partis rivaux d’Écosse ne dura pas. Le comte de Morton, qui succéda comme régent en Écosse au comte de Mar le 28 octobre 1572, était la créature d’Élisabeth. Le parti de Marie Stuart ne put résister au parti du régent soutenu militairement par l'Angleterre et Édimbourg tomba en avril 1573 sans recevoir les secours promis par la France.

### Fin de vie
Philibert du Croc ne revint plus jamais en Écosse. Il offrit à Marie Stuart en 1578 ses bons offices par l’intermédiaire de l’archevêque de Glasgow. Mais celle-ci avait conçu un vif ressentiment de l’imprudente politique et de la conduite de la France et faisait retomber une partie de ses griefs sur son ancien ambassadeur, du Croc. Il se vit donc opposer le refus de Marie Stuart en ces termes: «Je trouve fort bon ce que vous avez dict a Du Croq pour son voyage; car je ne m’y veulx, en façon que ce soit, fyer; la preuve que j’en ay faicte m’ayant cousté trop cher par le passé.»
Philibert du Croc se retira dans ses terres d’Auvergne mais il sut encore se montrer utile comme en 1583 quand il est chargé par le gouverneur d'Auvergne, d’apaiser un conflit entre plusieurs gentilshommes. En avril 1585, lors des troubles de la Ligue, Henri III lui écrit pour faire appel à sa fidélité et empêcher sur ses terres toute action préjudiciable à la couronne.
Le 20 juin 1585, le duc de Montpensier le remercie des bons offices que les habitants de Thiers ont souvent reçu de lui et de son fils et le prie de bien vouloir les continuer à l’avenir.
Philibert du Croc fit son testament le 2 mai 1587 et mourut peu après, la même année que Marie Stuart.